# Люкин, Александр Иванович
Алекса́ндр Ива́нович Люки́н (29 марта 1919, село Шковерка (ныне — Шишковердь) Княгининского уезда Нижегородской губернии — 10 февраля 1968, Горький, РСФСР, СССР) — советский поэт. Главная тема творчества — труд и жизнь рабочего человека, воспоминания о крестьянском детстве и Великой Отечественной войне.

## Биография
Родился 29 марта 1919 года в селе Шковерка (ныне — Шишковердь) Княгининского уезда Нижегородской губернии в многодетной крестьянской семье, был самым старшим из семерых детей. В 1934 году окончил семилетнюю школу в селе Троицкое, после чего уехал на заработки в Горький.
С 1936 года работал на авиазаводе № 21 чернорабочим, а вечерами обучался на курсах счетоводов. Окончив их, несколько месяцев (1936—1937) работает учеником счетовода автобазы Автогужтреста, после чего возвращается на завод. В 1937—1942 годах — слесарь-сборщик в цехе № 40 авиационного завода.
С 5 декабря 1942 года — на фронте. До октября 1943 года — стрелок воздушно-десантного полка, в 1943—1944 годах — минёр 38-го отдельного инженерного батальона. Был награждён медалью «За Победу над Германией в Великой Отечественной войне 1941—1945 гг.».
В феврале 1944 года был ранен, после госпиталя направлен в Арзамасское минометное училище. После училища был направлен в 179-ю отдельную стрелковую роту, в которой прослужил с декабря 1945 года по май 1946 года. После демобилизации работал начальником военизированной охраны Дома связи в Горьком.
В 1947—1949 годах заведовал мастерской точных механизмов сормовского Промкомбината.
В 1949 году — контролёр ОТК на машиностроительном заводе.
С 1961 года — член Союза писателей СССР.
В 1963 году окончил Высшие литературные курсы при институте имени А. М. Горького в Москве.
На протяжении нескольких лет руководил Сормовским литературным объединением «Волга».
С 1964 года — член КПСС.
10 февраля 1968 года трагически погиб при невыясненных обстоятельствах. Похоронен на кладбище Копосово-Высоково в Сормовском районе Нижнего Новгорода.
Был женат, имел сына.

## Творчество
По собственным словам, начал писать стихи ещё в пятом классе.
В 1949 году его стихи впервые были напечатаны в заводской многотиражной газете «За ударные темпы». Впоследствии был членом литературной группы «Волга» при газете «Красный сормович».
В 1958 году вышел первый сборник стихов «Мои знакомые».
Всего при жизни Люкина вышло 4 сборника его стихов: «Мои знакомые» (1958), «Жизнь» (1963), «Беспокойство» (1965), «Судьбы» (1966). В 1969 году, уже после смерти Люкина, была выпущена книга «Раздумье». Кроме того, в Горьком были изданы ещё три сборника его стихов: «Избранное» (1972, 1979), «Если это забуду…» (1990) и в Москве — два сборника: «За хлеб, за соль» (1970) и «Мои знакомые» (1977).

## Память
Имя А. И. Люкина носят две улицы — в Московском районе Нижнего Новгорода и в Княгинине. Его именем названы три библиотеки в Сормовском и Московском районах Нижнего Новгорода и Княгининском районе Нижегородской области. В селе Шишковердь на доме, где поэт провел детство, установлена мемориальная доска. В Нижнем Новгороде у дома, где жил А. И. Люкин, был создан сквер с фонтаном и также установлена мемориальная доска.
Ежегодно в Княгинине проводится областной поэтический конкурс имени Александра Люкина «Правда жизни».

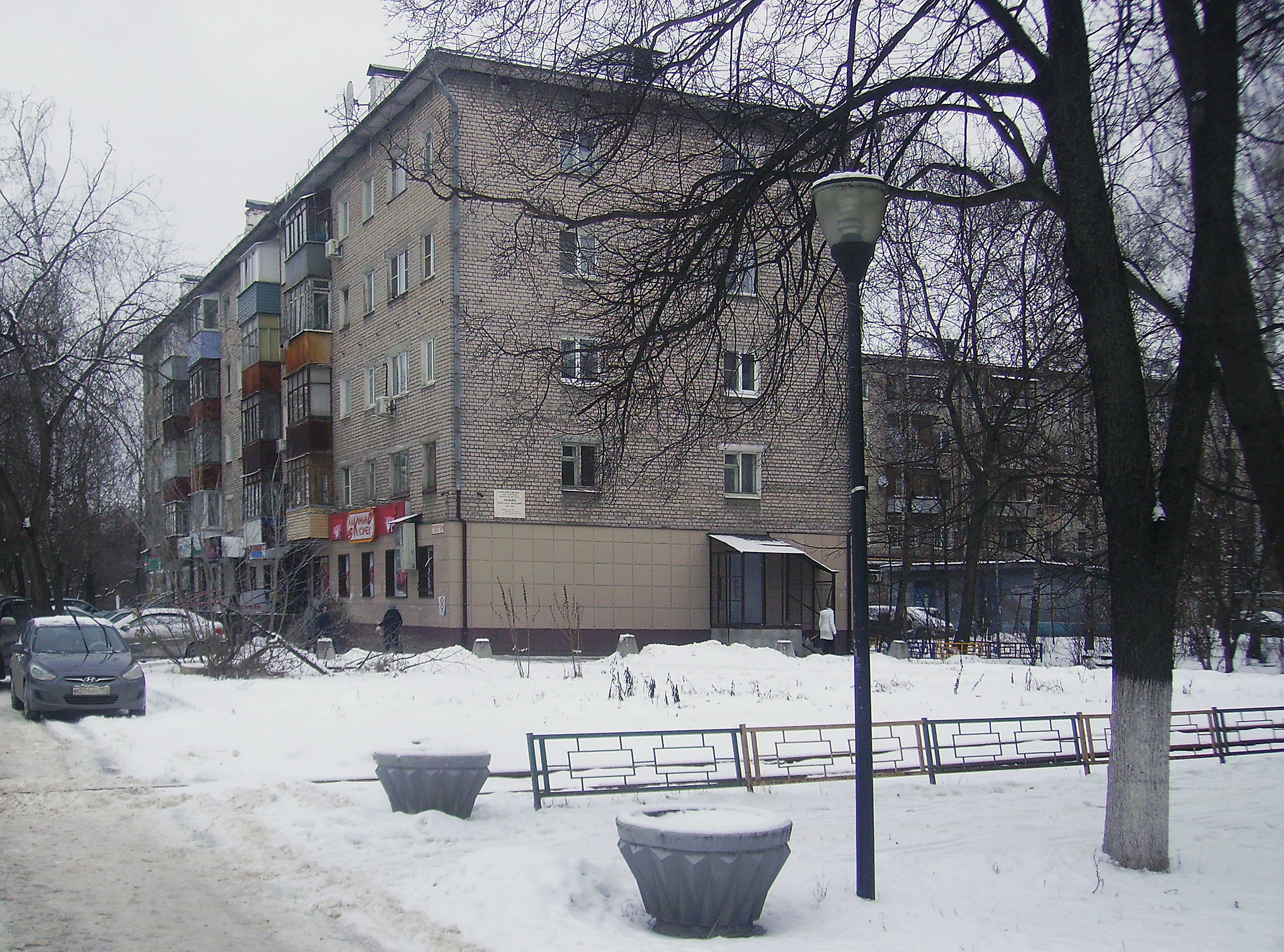
Дом, где жил А.И. Люкин (Нижний Новгород, Московское шоссе, 179)
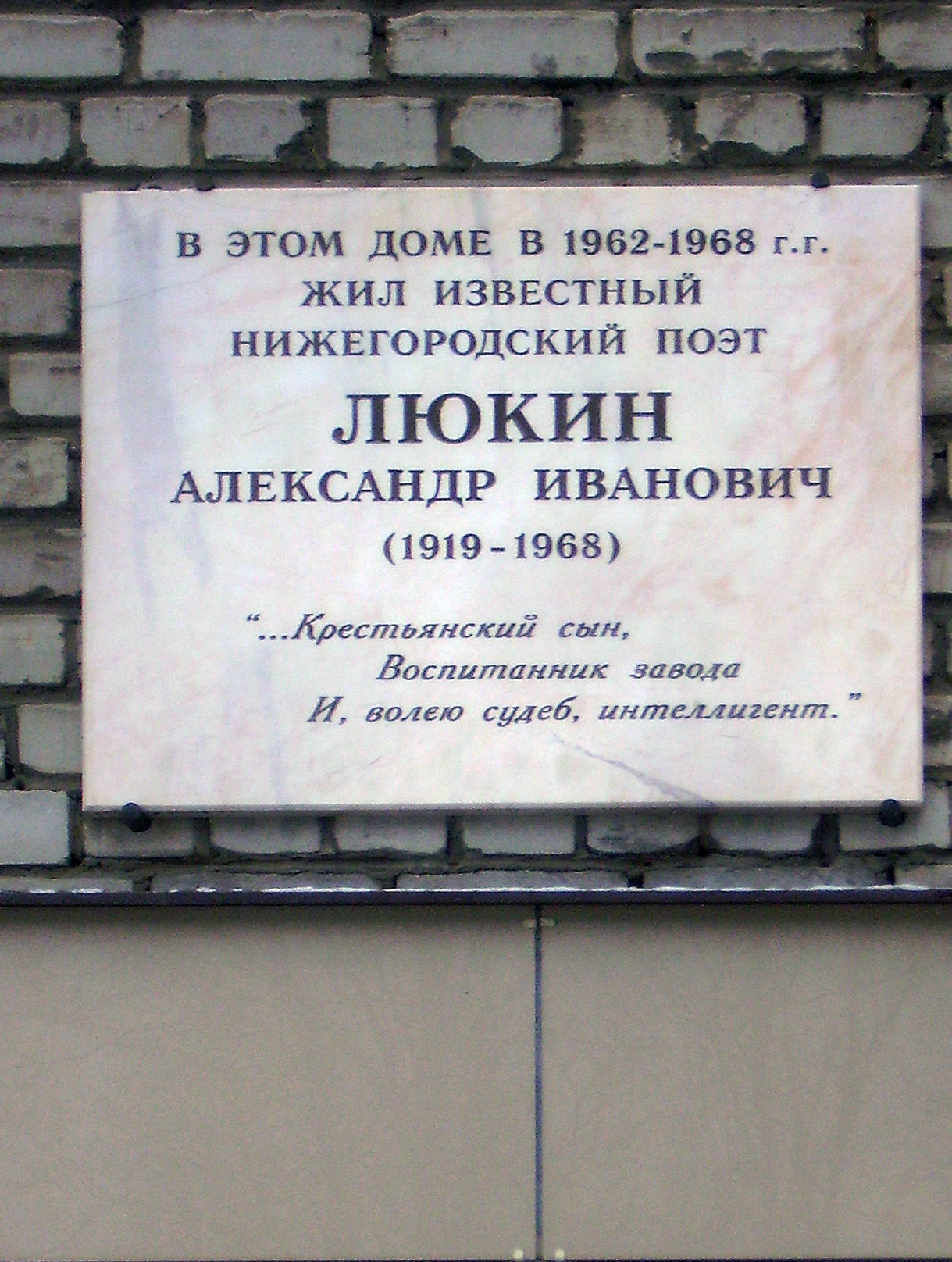
Мемориальная доска на доме, где жил А.И. Люкин